# Atlas blidéen

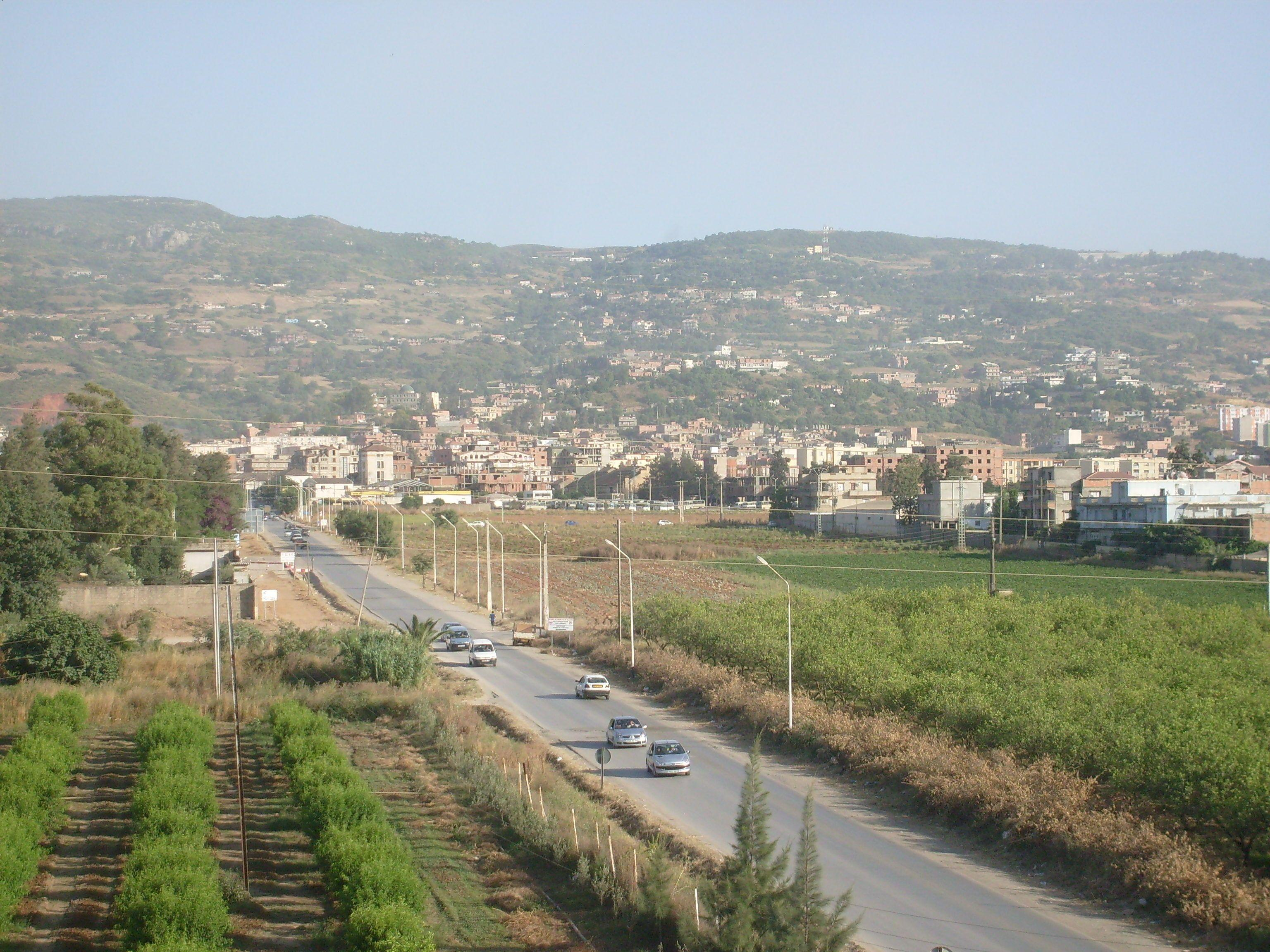
La ville de Meftah au pied du versant Nord de l'Atlas blidéen

L'Atlas blidéen, ou Atlas mitidjien, ou Petit Atlas (en arabe : الأطلس البليدي, Al-Aṭlas Al-Bulaydī, en tamazight : ⴰⵟⵍⴰⵙ ⴰⴱⵍⵉⴸⵉ, Aṭlas abliḏi), est un massif montagneux d'Algérie, situé au Nord du pays, et qui fait partie de l'Atlas tellien central. Le point culminant de l'Atlas blidéen est le Koudiat Sidi Abdelkader qui culmine à 1 629 m d'altitude,.

## Géographie

### Topographie
L'Atlas blidéen est situé dans les wilayas de Blida au nord, Médéa au sud et Bouira à l’est. Il s’étend du djebel Tamesguida dans la wilaya de Médéa jusqu'au djebel Hellala dans la wilaya de Bouira, ou alors de la vallée de l’oued Djer à l’ouest, à celle de l'oued Isser à l’est. La plaine de la Mitidja se situe au pied de l'Atlas blidéen, face à ses premiers contreforts.
L'Atlas blidéen comprend les montagnes des Beni Saleh, des Beni Misra, des Beni Messouat.
Outre son point culminant, le Koudiat Sidi Abdelkader, les principaux sommets sont, : 
- le Djebel Tamesguida (1 620 m) ;
- le Djebel Mouzaïa (1 604 m) ;
- le Kef de Chréa (1 550 m) ;
- le Feroukha (1 497 m) ;
- le Koudiat Alloui (1 319 m) ;
- le Koudiat Sidi Mokrefi (1 326 m) ;
- le Bou Mali (1 271 m) ;
- le Djebel Kayett (1 269 m) ;
- le Djebel Sidi El Mokri (1 252 m) ;
- le Kef Tacherchourt (1 221 m) ;
- le Djebel Tiberguent (1 196 m) ;
- le Kef El Afrais (1 122 m) ;
- le Koudiat Béni Arif (1 079 m) ;
- le Tizgui (1 058 m) ;
- le Koudiat Tidjidjelt (1 012 m).

### Végétation

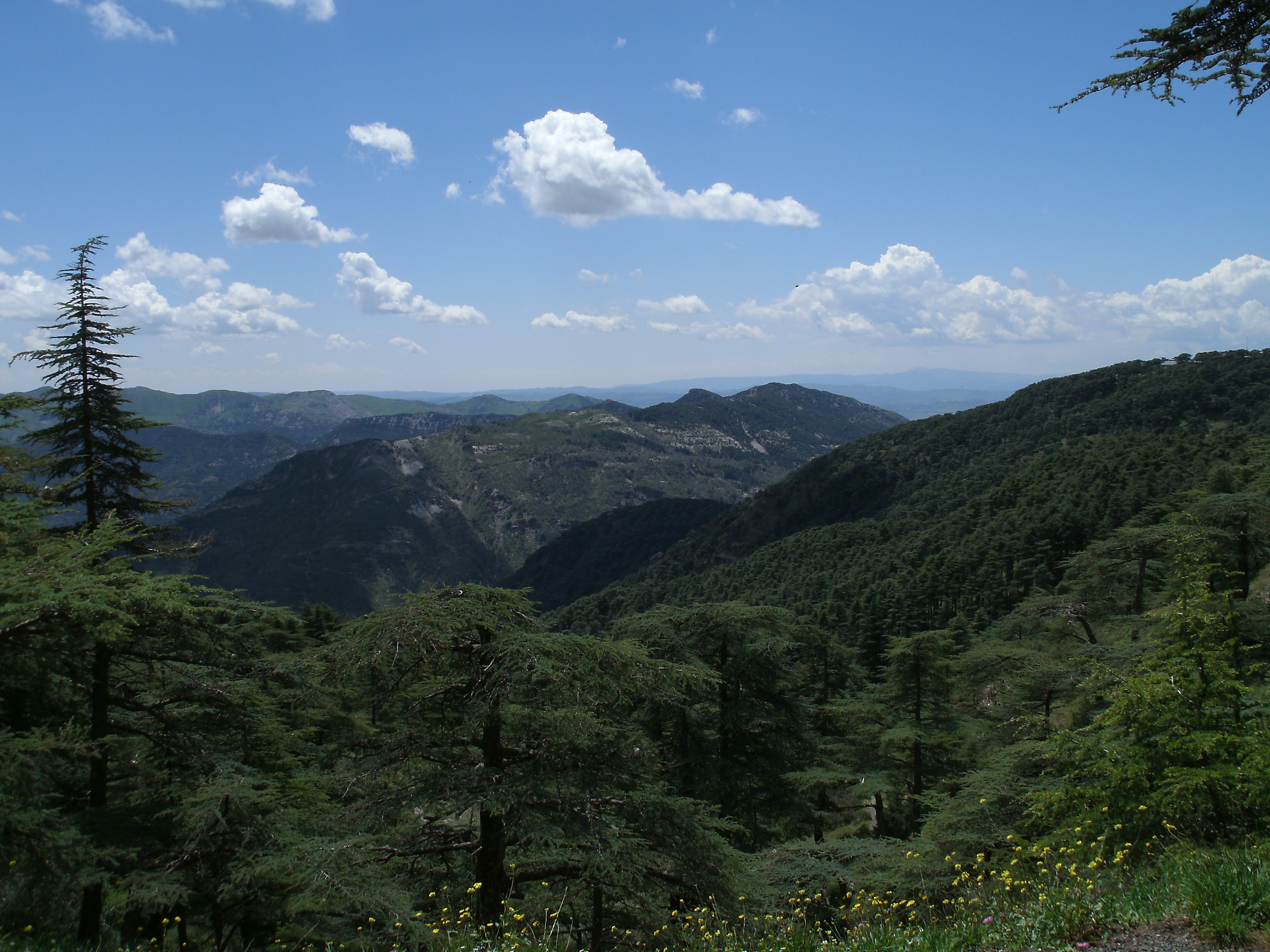
Paysage de l'Atlas blidéen

La végétation est composée de pins et de cèdres de l'Atlas pouvant atteindre 45 à 50 mètres de haut sur dix mètres de circonférence.

## Population

Les îlot berbérophones en Algérie occidentale dont celle du tamazight de l’Atlas blidéen au niveau de l’angle supérieur droit.

L'Atlas blidéen a connu un dépeuplement en grande partie pendant la colonisation française et la décennie noire. Plusieurs facteurs sont à l’origine de cette situation : la dégradation de la situation de l’agriculture de montagne, la mise en valeur de la plaine qui a attiré une partie de la population de l'Atlas pendant la colonisation française, mais aussi les conséquences de la guerre de libération, l’armée coloniale française ayant imposé aux populations rurales montagnardes de migrer afin d’isoler les combattants, et la disponibilité d’activités salariales (industrie, BTP, services) ce qui a dévalorisé l’agriculture.
Bien que le tamazight de l'Atlas blidéen soit en voie de disparition au début du XXIe siècle, il est toujours parlé et préservé dans le massif chez les descendants des tribus amazighes des Béni Saleh (localité de Sidi El Kébir sur hauteurs de la commune de Blida) et des Béni Misra (locatités de Megta et de Lazreg de la commune Hammam Melouane) alors qu'autrefois il était parlé par les 14 tribus qui peuplaient l'Atlas blidéen. 